# شارل دومینیک ژوزف بولینی
شارل دومینیک ژوزف بولینی (انگلیسی: Charles Dominique Joseph Bouligny؛ ۲۲ اوت ۱۷۷۳ – ۴ مارس ۱۸۳۳) یک سیاست‌مدار اهل ایالات متحده آمریکا بود.
بولینی سناتور سابق عضو حزب ملی جمهوری‌خواه بود. وی در سال ۱۸۲۴ تا ۱۸۲۹ میلادی سناتور ایالت لوئیزیانا در سنای ایالات متحده آمریکا بود.